# Acacia veronica
Acacia veronica är en ärtväxtart som beskrevs av Bruce R. Maslin. Acacia veronica ingår i släktet akacior, och familjen ärtväxter. Inga underarter finns listade i Catalogue of Life.